# Georges Höfflin
Georges «Georg» Höfflin (* 31. Mai 1920; † 11. November 1944) war ein Schweizer Feldhandballspieler.

## Handball
Höfflin spielte für den SC Rotweiss Basel von 1936 bis zu seinem Tod 1944. Er war bei seinem Tod Kapitän bei Rotweiss und leitete die Handballsektion.
In der Vorrunde der ersten Feldhandball-Weltmeisterschaft im Jahre 1938 bestritt er mit nur 18 Jahren sein erstes Länderspiel für die Schweiz. Das Spiel war am 7. Juli 1938 gegen die polnische Mannschaft. Die Schweiz gewann 9:2. Höfflin schoss kein Tor. Das Halbfinal spielte er nicht, dafür wurde er für das Final gegen das Deutsche Reich aufgeboten. Dies verlor die Schweiz 0:23. Sein drittes und letztes Länderspiel bestritt er am 28. Mai 1939 gegen die Niederlande. Er schoss in diesem Spiel seine ersten zwei Länderspieltore und die Schweiz gewann 3:8.

## Tod
Leutnant Höfflin starb am 11. November 1944 bei einem Handgranatenunglück.